# Lugu (Butuh)
Lugu is een bestuurslaag in het regentschap Purworejo van de provincie Midden-Java, Indonesië. Lugu telt 915 inwoners (volkstelling 2010).